# Ambassade de Russie en Finlande
L'ambassade de la fédération de Russie à Helsinki (finnois : Venäjän federaation Helsingin-suurlähetystö) est située dans le quartier Ullanlinna à Helsinki en Finlande.

## Présentation
L'ambassade est a l'adresse Tehtaankatu 1, dans les locaux construits pour l'ambassade soviétique. 
Dans le contexte de la finlandisation, le nom «Tehtaankatu» était souvent utilisé dans le passé comme synonyme de l'ambassade soviétique.